# Jardín de las Tullerías
El jardín de las Tullerías (en francés: jardin des Tuileries), a veces llamado jardines de las Tullerías, en plural, es un parque público parisino localizado en el I Distrito, entre el Louvre y la plaza de la Concordia. Fue creado por Catalina de Médici, a partir de 1564, como jardín del palacio de las Tullerías —antigua residencia real e imperial hoy desaparecida— en el emplazamiento de unas antiguas tejeras que le dieron su nombre (en francés, tuile). Finalmente, se abrió al público en 1667 y se convirtió en un parque público después de la Revolución Francesa. Es el jardin à la française más importante y más antiguo de la ciudad y fue clasificado como monumento histórico en 1914, como un sitio inscrito en 1975 y en 1991 quedó incluido en la ámbito protección del Patrimonio Mundial de la UNESCO en relación con las Riberas del Sena en París. El jardín ahora es parte del dominio nacional del Louvre y de las Tullerías.
Dada su situación dentro de la ciudad es un lugar concurrido por turistas y habitantes locales. Limita con el palacio del Louvre, al sureste, con la calle de Rivoli, al noreste, con la plaza de la Concordia, al noroeste, y con el río Sena, al suroeste. El área del jardín es de 25,5 hectáreas, muy similar al jardín de Luxemburgo. El lugar es servido por las estaciones de metro Concorde (líneas 1, 7 y 12) y Tuileries (línea 1).
El parque acoge varios eventos y manifestaciones, como los rendez-vous aux jardins (Encuentros en los jardines) y las foires internationales d'art contemporain (FIAC) (Ferias internacionales de arte contemporáneo, FIAC). Hasta 2010, enormes carpas se plantaban dos veces al año en el jardín como parte de la Semana de la Moda de París, carpas destinadas a albergar los desfiles de moda y el backstage (maquillaje, peinado, vestimenta...).
En cuanto a su vegetación, en el siglo XVI cerca del 71 % de la superficie del sitio fue plantada, y hoy en día sólo queda un 42 % de esa área verde.

## Historia y desarrollo
En el siglo XIII, se encontraban en el actual emplazamiento del jardín de las Tullerías terrenos yermos y fábricas de tejas. En el siglo XIV, el preboste de París Pierre des Essarts tenía en el lugar un logis seigneurial y cuarenta arpents de tierra cultivable. Luego en el siglo XVI, Neufville de Villeroy, secretario de Finanzas, construyó un hotel que Francisco I de Francia le compró para su madre, Luisa de Saboya.

### Propiedad real

#### Jardín de Catalina de Médici

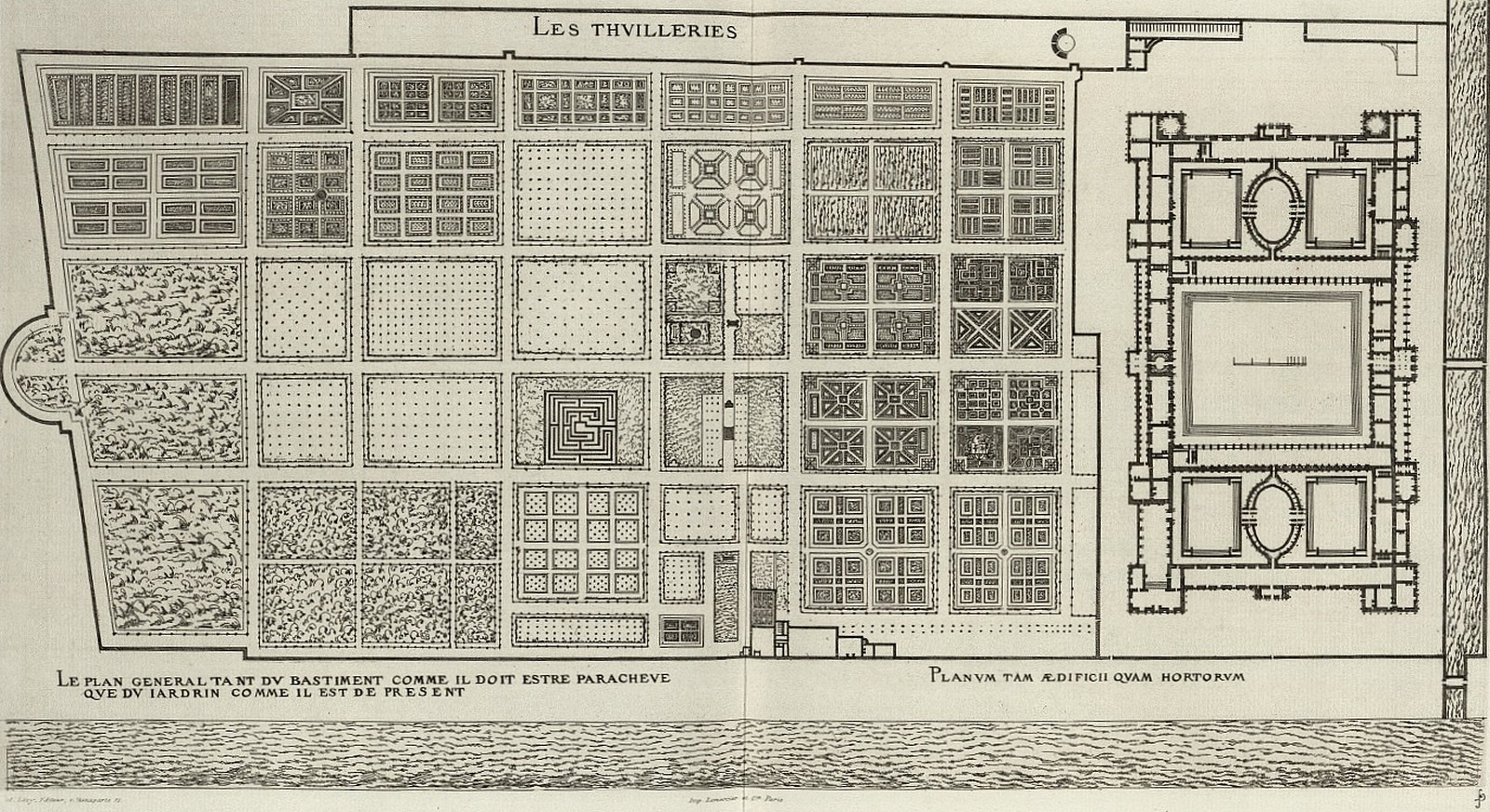
Planta del Palacio de las Tullerías y de sus jardines renacentistas, originalmente previsto por Delorme (entre 1576 y 1579). Publicado en Les plus excellents bastiments de France, obra de Jacques I Androuet du Cerceau. El grabado también incluye un plan para la expansión del palacio que nunca se ejecutó.

En julio de 1559, después de la muerte accidental de su marido, Enrique II, la reina Catalina de Médici decidió abandonar su residencia del Hôtel des Tournelles, en la parte oriental de París, cerca de la Bastilla. Junto con su hijo, el nuevo rey de Francia Francisco II, sus otros hijos y la corte real, se mudó al palacio del Louvre. Catalina compró las tierras ubicadas entre la muralla de Carlos V y la muralla de los Fosos Amarillos. A partir de 1564, comenzó la construcción del palacio de las Tullerías, un nuevo palacio justo al otro lado del  muro de Carlos V, no lejos del Louvre, del cual estaría separado por un vecindario de hôteles privados, iglesias, conventos y del Hospice des Quinze-Vingts cerca de la Porte Saint-Honoré. Mientras daba inicio el desarrollo de un jardín italiano en el oeste hasta el glacis de la muralla (actual plaza de la Concordia).
El jardín de Catalina era un espacio cerrado de quinientos metros de largo por trescientos de ancho, separado del nuevo palacio por un camino. Fue dividido en compartimentos rectangulares por seis paseos  en el sentido longitudinal y de ocho transversales, que delimitaban los compartimentos rectangulares con diferentes plantaciones (macizos de árboles, quincunces —pequeños racimos de cinco árboles—, céspedes, parterres de flores, etc.) y, más prácticamente, con huertos y viñedos. Una fuente, una casa de fieras y una gruta decorada por el famoso ceramista Bernard de Palissy ornaban el jardín. En los años 1605-1625 se agregaron una orangerie y una magnanerie (gusanos de seda).
El jardín de las Tullerías era el jardín más grande y más hermoso de París en ese momento. Catalina lo usó para celebrar lujosas fiestas reales, como la dada en honor a los embajadores de la reina Isabel I de Inglaterra, o la del matrimonio de su hija, Margarita de Valois, con Enrique III de Navarra, que será más adelante conocido como Enrique IV, rey de Francia y de Navarra.

#### Jardín de Enrique IV
El rey Enrique III (r. 1574-1589) se vio obligado a huir de París en 1588, y los jardines cayeron en mal estado. Su sucesor, Enrique IV (1589-1610), y su jardinero, Claude Mollet, restauraron los jardines, construyeron un paseo cubierto a lo largo del jardín, y un paseo paralelo plantado con moreras donde esperaba cultivar gusanos de seda y comenzar una industria de la seda en Francia. También construyó un lago ornamental rectangular de 65 metros por 45 metros con una fuente abastecida de agua por la nueva bomba llamada La Samaritaine, que había sido construida en 1608 en el Pont Neuf. El área entre el palacio y el antiguo foso de Carlos V se convirtió en el "Jardín Nuevo" (Jardin Neuf) con una gran fuente en el centro. Aunque Enrique IV nunca vivió en el palacio de las Tuilieries, que estaba en constante reconstrucción, usaba los jardines para relajarse y hacer ejercicio.

#### Jardín de Luis XIII

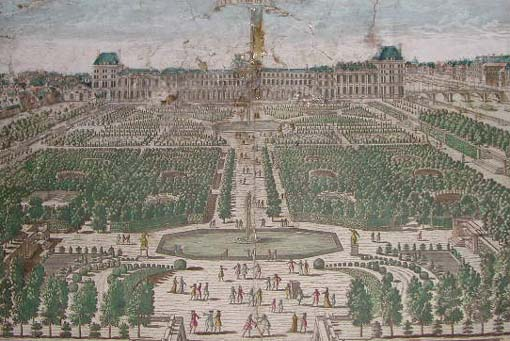
El jardín en el, realza el palacio de las Tullerías.

En 1610, a la muerte de su padre, Luis XIII (r. 1610-1643) se convirtió en el nuevo propietario del jardín de las Tullerías a la edad de nueve años. Se convirtió en su enorme patio de recreo: lo utilizó para la caza, y mantuvo una menagerie de animales salvajes. En el lado norte de los jardines, Marie de Medici estableció una escuela de equitación, establos y un picadero cubierto para ejercitar a los caballos.
En el bastión al norte de la puerta de la Conferencia, un pedazo de tierra adosado a la muralla oeste del jardín se mantuvo como garenne (criadero de conejos). En 1630, el rey le ofreció este terreno a M. Renard, antiguo ayuda de cámara de Augustin Potier, obispo de Beauvais. Él hizo construir allí un paseo floral y un pabellón-cabaret que se convirtió en el lugar de recreo para la buena sociedad. Cuando el rey y la corte estaban ausentes de París, los jardines se convertían en un lugar de placer para la nobleza. Ana María Luisa de Orleans, hija de Gaston de Orléans —hermano de Luis XIII y, por tanto, su sobrina—, conocida como La Grande Mademoiselle, celebraba una especie de corte en ese cabaret, y el "Nuevo Jardín" de Enrique IV (el actual Carrusel) se hizo conocido como el "Parterre de Mademoiselle". Algunos episodios de la Camarilla de lo Importante y después de la Fronda (provocación de Beaufort) tuvieron lugar allí. En 1652, "La Grande Mademoiselle" fue expulsada del castillo y del jardín por haber apoyado ese levantamiento contra su primo, el joven Luis XIV.

#### Jardín de Luis XIV y Le Nôtre

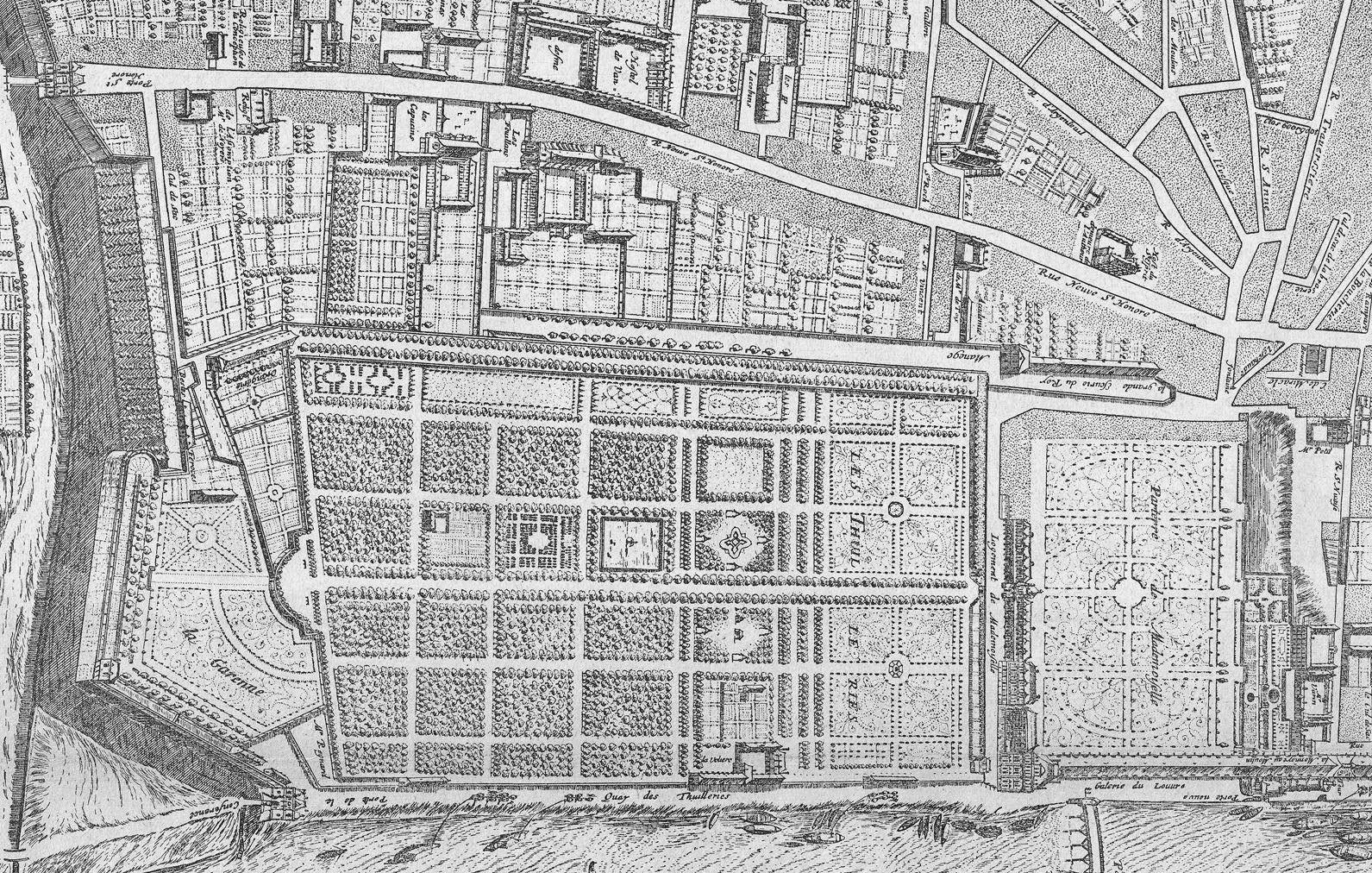
El jardín de las Tullerías en 1652 con el Parterre de Mademoiselle al este del Palacio.

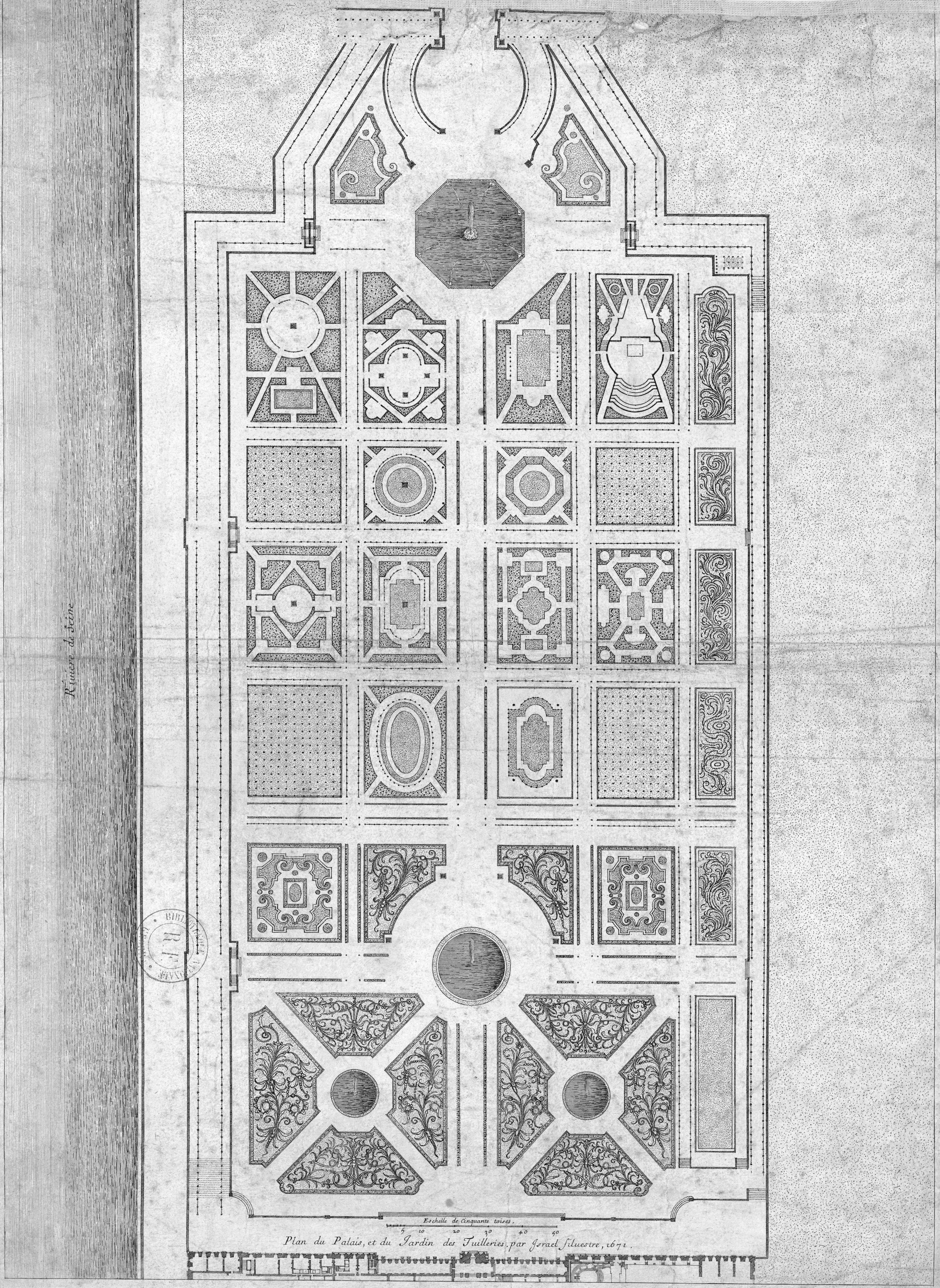
Planta del Jardín de las Tullerías de Le Notre (1671), grabado de Israël Silvestre. La planta muestra el diseño preciso de los bordados de los parterres.

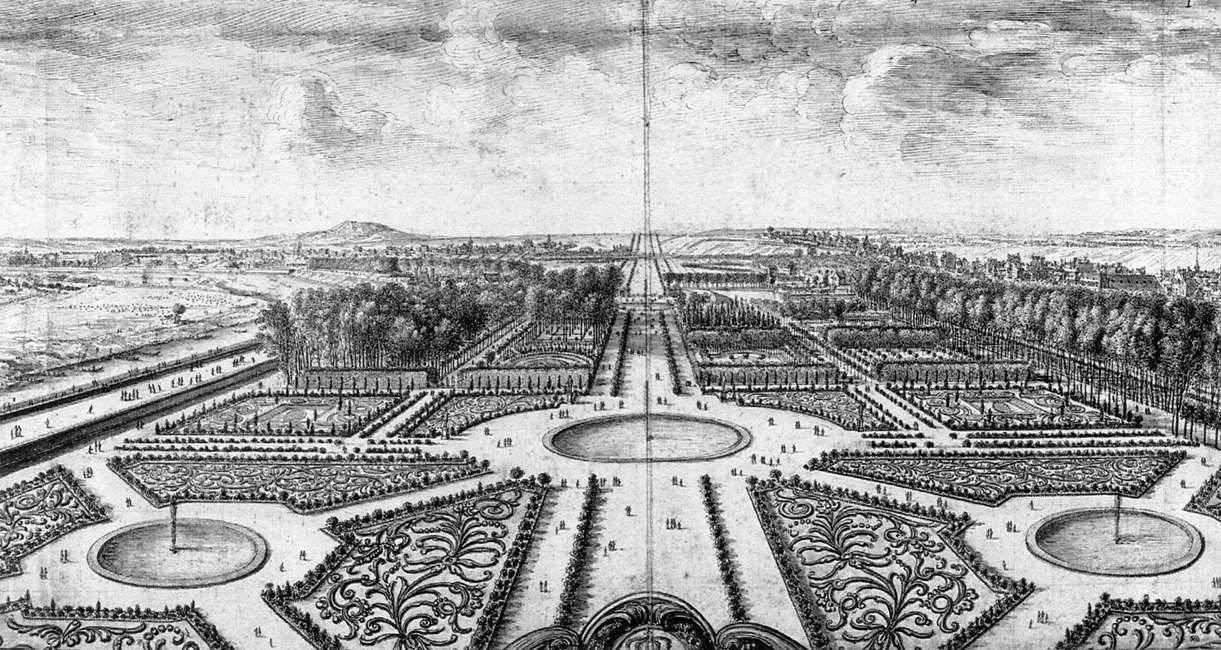
Vista del jardín desde el palacio de las Tullerías en la segunda mitad del. El jardín ya tiene en gran parte su planta actual, aunque los bordados de los parterres hayan desaparecido. La avenida de los Campos Elíseos, visible al fondo, era una perspectiva dibujada en el campo para realzar la vista desde el jardín y el palacio.

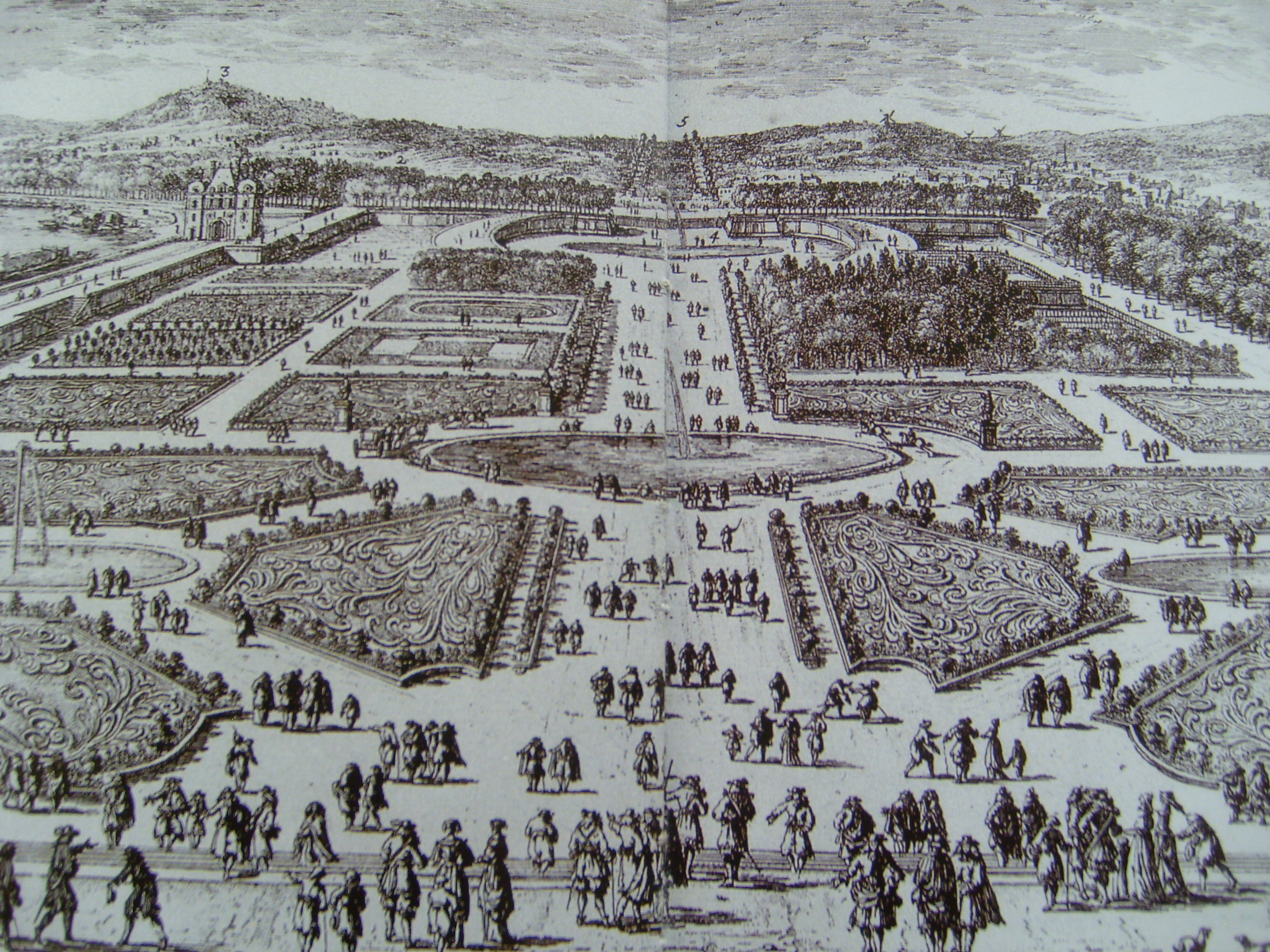
Jardín de las Tullerías de Le Nôtre en el, mirando hacia el oeste en dirección al futuro Campos Elíseos, grabado de Perelle.

El nuevo rey Luis XIV (r. 1643-1715) rápidamente impuso su propio sentido del orden en los jardines de las Tullerías. Sus arquitectos, Louis Le Vau y François d'Orbay, finalmente terminaron el palacio de las Tullerías, convirtiéndose en una verdadera residencia real. En 1662, para celebrar el nacimiento de su primer hijo, Luis XIV celebró un gran desfile de cortesanos montados a caballo en el Jardín Nuevo, que se había ampliado rellenando el foso de Carlos V y se había convertido en un patio de paradas. A partir de entonces, la plaza fue conocida como Plaza del Carrusel.
En 1664, Colbert, el superintendente de edificios del rey, encargó al arquitecto paisajista André Le Nôtre, el rediseño de todo el jardín. Le Nôtre era nieto de Pierre Le Nôtre, uno de los jardineros de Catalina de Médici, y su padre, Jean, también había sido jardinero en las Tullerías. Inmediatamente, André comenzó a transformar las Tullerías en un jardín formal a la francesa, un estilo que él había desarrollado por primera vez en el Vaux-le-Vicomte y perfeccionado en los jardines de Versalles, basado en la simetría, el orden y las largas perspectivas. El jardín se expandió hacia el oeste incorporando el jardín Renard. y André le dio la apariencia que se conservará, en líneas generales, hasta la actualidad.
Los jardines de Le Nôtre fueron diseñados para ser vistos desde arriba, desde un edificio o desde una terraza. Eliminó la calle que separaba el palacio y el jardín, y la reemplazó por una terraza que daba a los arriates rodeados de setos bajos de boj y llenos de diseños de flores. En el centro de los macizos de flores colocó tres lagos ornamentales con fuentes. Frente al centro de la primera fuente, dispuso en el eje del palacio la Grande Allée [Gran paseo], un paseo central que se extendía 350 metros, limitado al este por un estanque redondo, y al oeste por un estanque octogonal. Construyó otros dos paseos, flanqueados de castaños, a cada lado. Cruzó estos tres paseos principales con pequeños caminos, para crear compartimentos plantados con diversos árboles, arbustos y flores.
En el lado sur del parque, al lado del Sena, a lo largo de los quais des Tuileries y Aimé-Césaire, construyó una terraza larga llamada Terrasse du bord-de-l'eau [terraza del Borde del agua], plantada con árboles, con una vista del río. Construyó una segunda terraza en el lado norte, con vistas al jardín, llamado Terrasse des Feuillants (a lo largo de la futura rue de Rivoli). En el lado oeste del jardín, junto a la actual plaza de la Concordia, construyó dos rampas en forma de herradura para acceder a dos terrazas con vistas a un lago octogonal de 60 m diámetro con una fuente en el centro. Estas terrazas enmarcaban la entrada occidental del jardín y ofrecían otro punto de vista para ver el jardín desde arriba.
Le Nôtre quería que su gran perspectiva desde el palacio hasta el extremo occidental del jardín continuara fuera del jardín. En 1667, hizo planes para una avenida con dos hileras de árboles a cada lado, que habría continuado hacia el oeste hasta la actual glorieta de los Champs Élysées. Le Nôtre y sus cientos de albañiles, jardineros y terreros trabajaron en los jardines desde 1666 hasta 1672. En 1682, sin embargo, el rey, furioso con los parisinos por resistirse a su autoridad, abandonó París y se mudó a Versalles.
Temiendo que el público arruinase el jardín, Colbert quiso reservar el acceso a la familia real. Pero en 1667 Charles Perrault, el famoso autor de La bella durmiente y otros cuentos de hadas, lo convenció de la sabiduría de los parisinos y de la necesidad que para ellos tendría el acceso a un jardín:

[allí se] hablaba de negocios, de bodas y de todas las cosas que se tratan más convenientemente en un jardín que en una iglesia, donde será necesario en el futuro concertar una cita. Estoy persuadido, continua, que los jardines de los reyes no son tan grandes y tan espaciosos que al fin de que todos los niños pueden pasearse por ellos.
«parlait d'affaires, de mariages et de toutes choses qui se traitent plus convenablement dans un jardin que dans une église, où il faudra[it] à l'avenir se donner rendez-vous. Je suis persuadé, poursuit-il, que les jardins des rois ne sont si grands et si spacieux qu'afin que tous les enfants puissent s'y promener».

El jardín de las Tullerías se abrió al público, con la excepción de mendigos, "lacayos" y soldados. Fue el primer jardín real que fue abierto al público. Y aunque el jardín fuera accesible, sin embargo, el cierre y las entradas se mantuvieron.

#### En elsigloXVIII

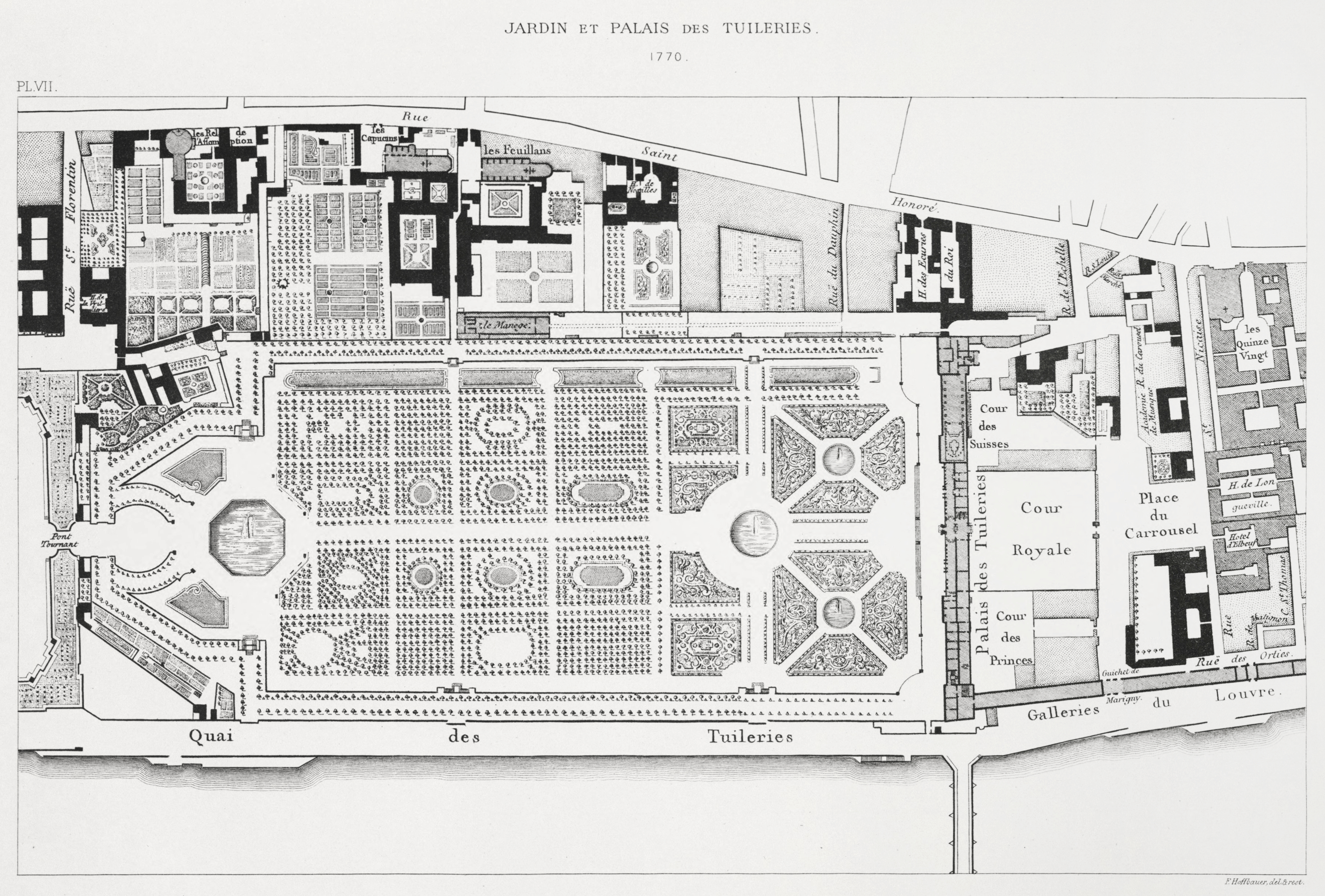
La planta del jardín en 1770.

Después de la muerte de Luis XIV, Luis XV (r. 1715-1774), de cinco años, se convirtió en propietario del jardín de las Tullerías. El jardín, abandonado durante casi cuarenta años, volvió a ser acondicionado y recuperado el orden.  En 1719, dos grandes grupos escultóricos ecuestres, La Renommée y Mercure, del escultor Antoine Coysevox, fueron trasladados desde la residencia del rey en Marly y ubicados en la entrada oeste del jardín. Otras estatuas de Nicolas y Guillaume Coustou, Corneille an Clève, Sebastien Slodz, Thomas Regnaudin y Coysevox se colocaron a lo largo del Grande Allée. En 1716, se colocó un puente giratorio peatonal en el extremo oeste sobre el foso, para facilitar el acceso al jardín (fue demolido en 1817). La creación de la plaza Luis XV (ahora plaza de la Concordia) creó un gran vestíbulo para el jardín.
Ciertas festividades, como el 25 de agosto, día de San Luis, se celebraban con conciertos y fuegos artificiales en el parque. El 1 de diciembre de 1783, Jacques Alexandre César Charles y Nicolas Louis Robert hicieron un famoso ascenso temprano en globo aerostático desde el jardín. Una placa, localizada hoy a la derecha tras entrar en el jardín, marca la memoria de este evento.
Las terrazas fueron ocupadas por cafés y restaurantes. Se abrieron pequeños puestos de comida en el parque, y se podían alquilar sillas para los caminantes en el paseo grande a cambio del pago de dos sous. Los aseos públicos se agregaron en 1780.

### Revolución francesa

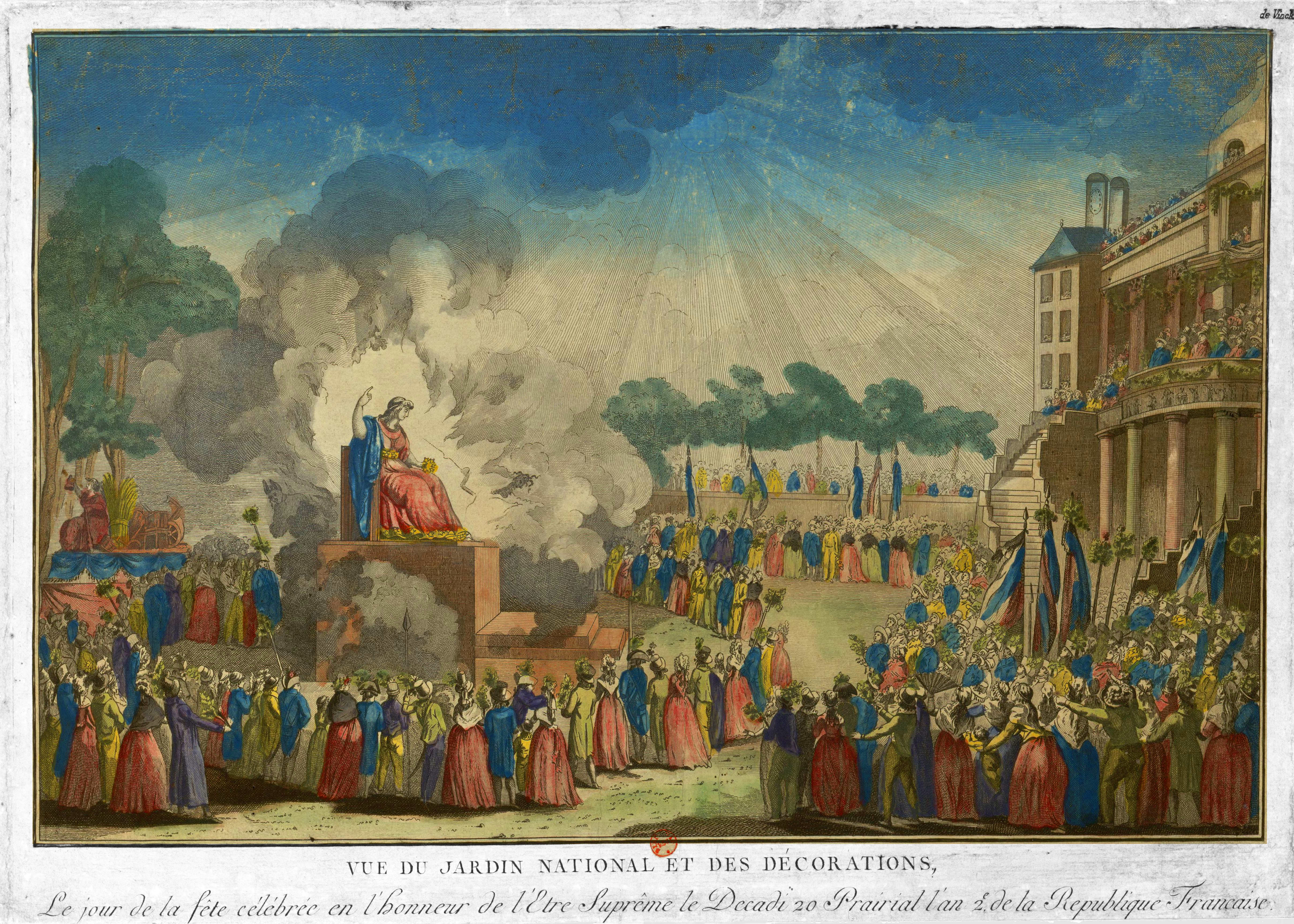
Las Tullerías, renombrada como el "Jardin National" durante la Revolución francesa: el Festival del Ser Supremo (1794).

El 6 de octubre de 1789, cuando comenzó la Revolución francesa, el rey Luis XVI fue llevado contra su voluntad al palacio de las Tullerías. El jardín estaba cerrado al público, excepto por la tarde. A la reina María Antonieta y al Delfín se les concedió una parte del jardín para su uso privado, primero en el extremo oeste de la Promenade Bord d'eaux, luego en el borde de la entonces plaza Louis XV.
Después del fallido intento del rey de escapar de Francia, la vigilancia sobre la familia real aumentó. La familia real pudo caminar en el parque la noche del 18 de septiembre de 1791, durante el festival organizado para celebrar la nueva Constitución francesa, cuando los paseos del parque estaban iluminados con pirámides e hileras de faroles. El 10 de agosto de 1792, una muchedumbre asaltó el Palacio, y los guardias suizos del rey fueron perseguidos a través de los jardines y masacrados. Después de la remoción del poder y de la ejecución del rey, las Tullerías se convirtieron en el Jardín Nacional (Jardin National) de la nueva República Francesa. En 1794 el nuevo gobierno asignó la renovación de los jardines al pintor Jacques-Louis David, y a su cuñado, el arquitecto August Cheval de Saint-Hubert. Concibieron un jardín decorado con pórticos romanos, porches monumentales, columnas y otras decoraciones clásicas. El proyecto de David y Saint-Hubert nunca se completó. Todo lo que queda hoy son las dos exedras, los muros bajos semicirculares coronados con estatuas en los dos estanques en el centro del jardín.
Aunque el proyecto de David no se terminó, un gran número de estatuas de las residencias reales fueron llevadas a los jardines para mostrarlas. El jardín también fue utilizado para fiestas y festivales revolucionarios. El 8 de junio de 1794, Maximilien de Robespierre organizó en el estanque redondo de las Tullerías una ceremonia en honor del Culto del Ser Supremo, con decorados y trajes diseñados por Jacques-Louis David. Después de un himno escrito para la ocasión, Robespierre prendió fuego a los maniquíes que representaban el Ateísmo, la Ambición, el Egoísmo, la Discordia y la Falsa Simplicidad, revelando una estatua de la Sabiduría, en una apoteosis de gritos y aplausos. La procesión luego fue al Champ-de-Mars. El 10 de octubre, el mismo estanque albergó el féretro de Jean-Jacques Rousseau, recubierto con una tela salpicada de estrellas (había sido exhumado de Ermenonville para ser llevado al Panteón).

### Entre 1800 y 1913

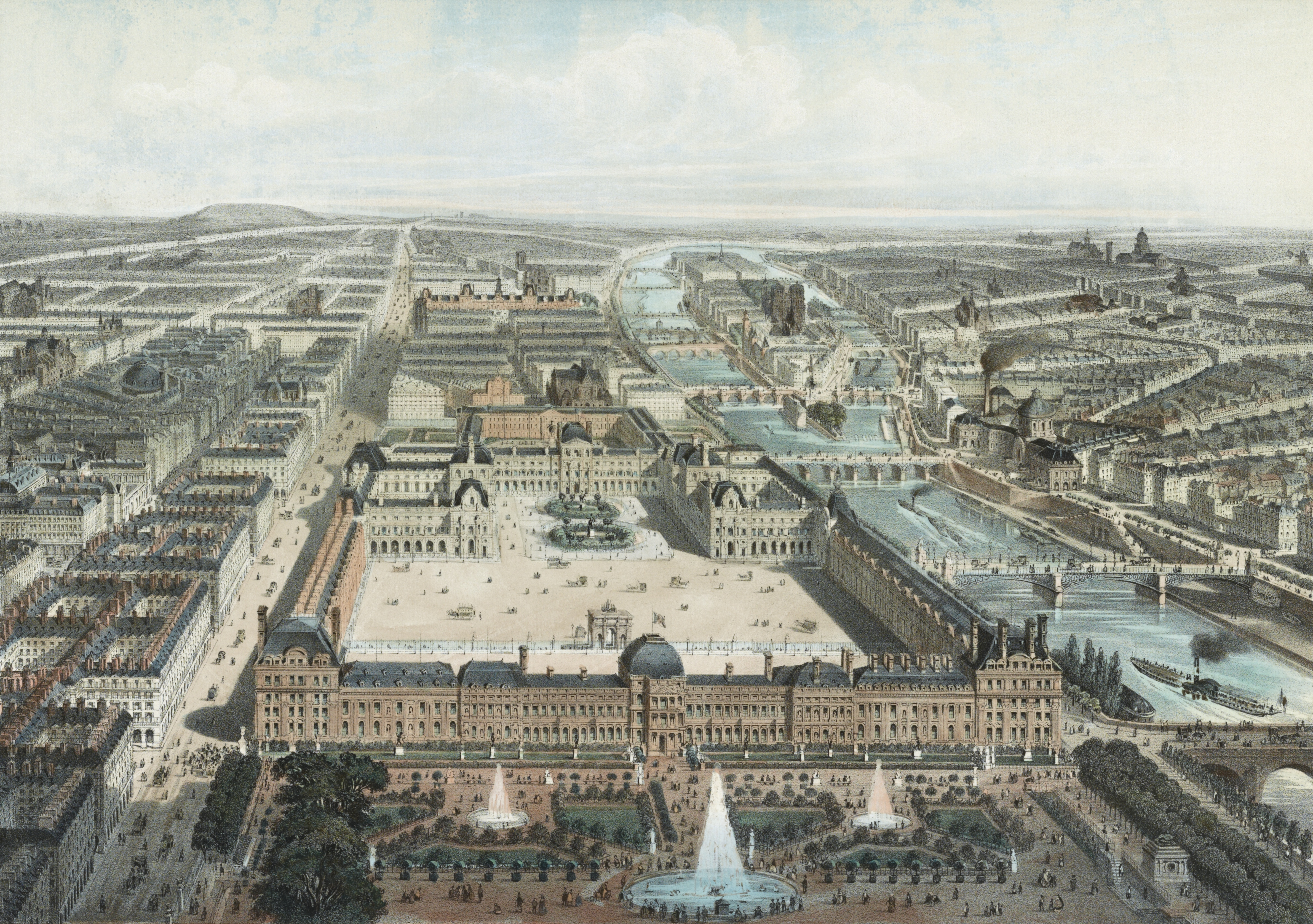
Vista del palacio de las Tullerías durante el Segundo Imperio, todavía con sus jardines fastuosamente organizados.

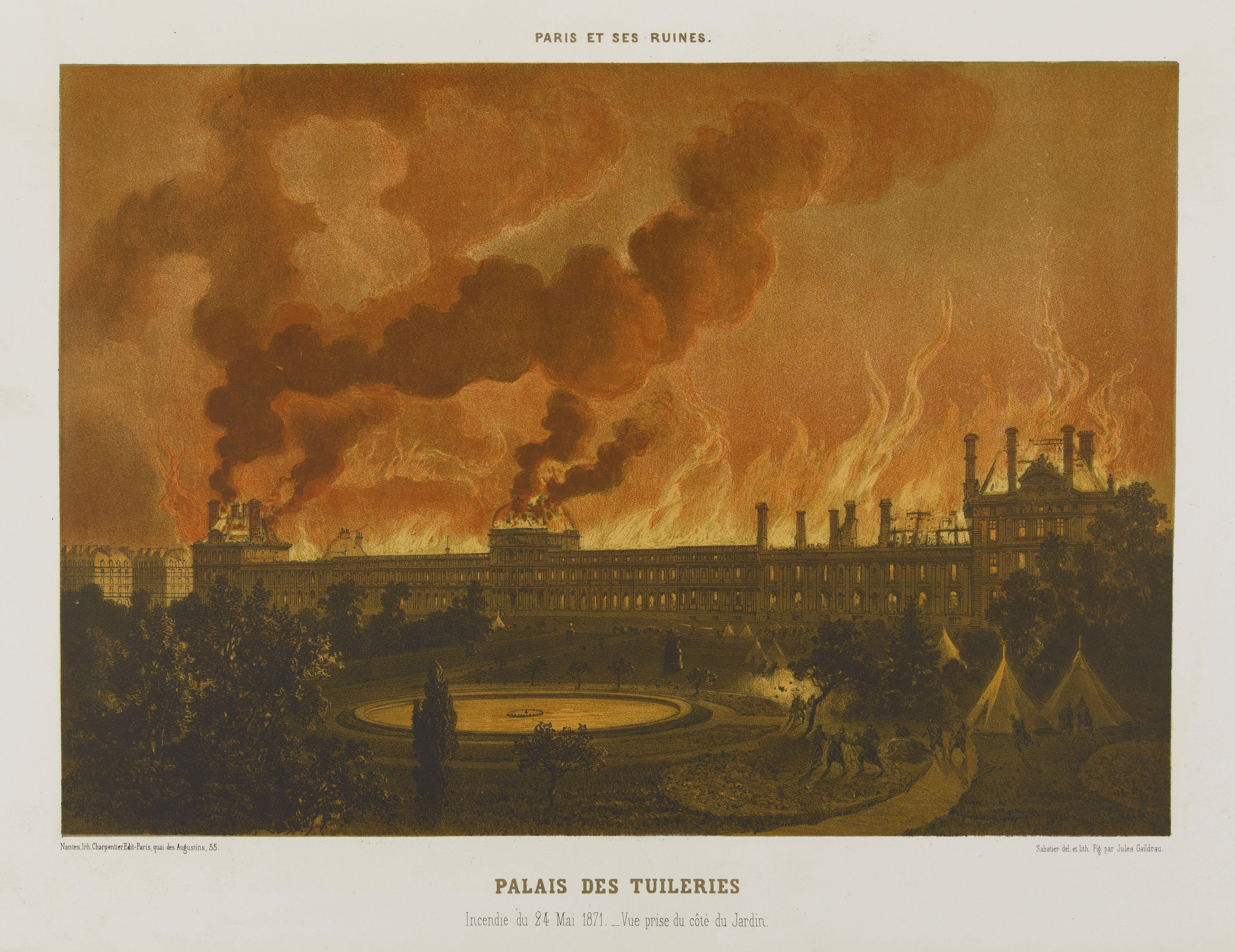
Incendio provocado por miembros de la Comuna el 24 de mayo en el palacio de las Tullerías. Litografía de Léon Sabatier y Albert Adam publicada en 1873.

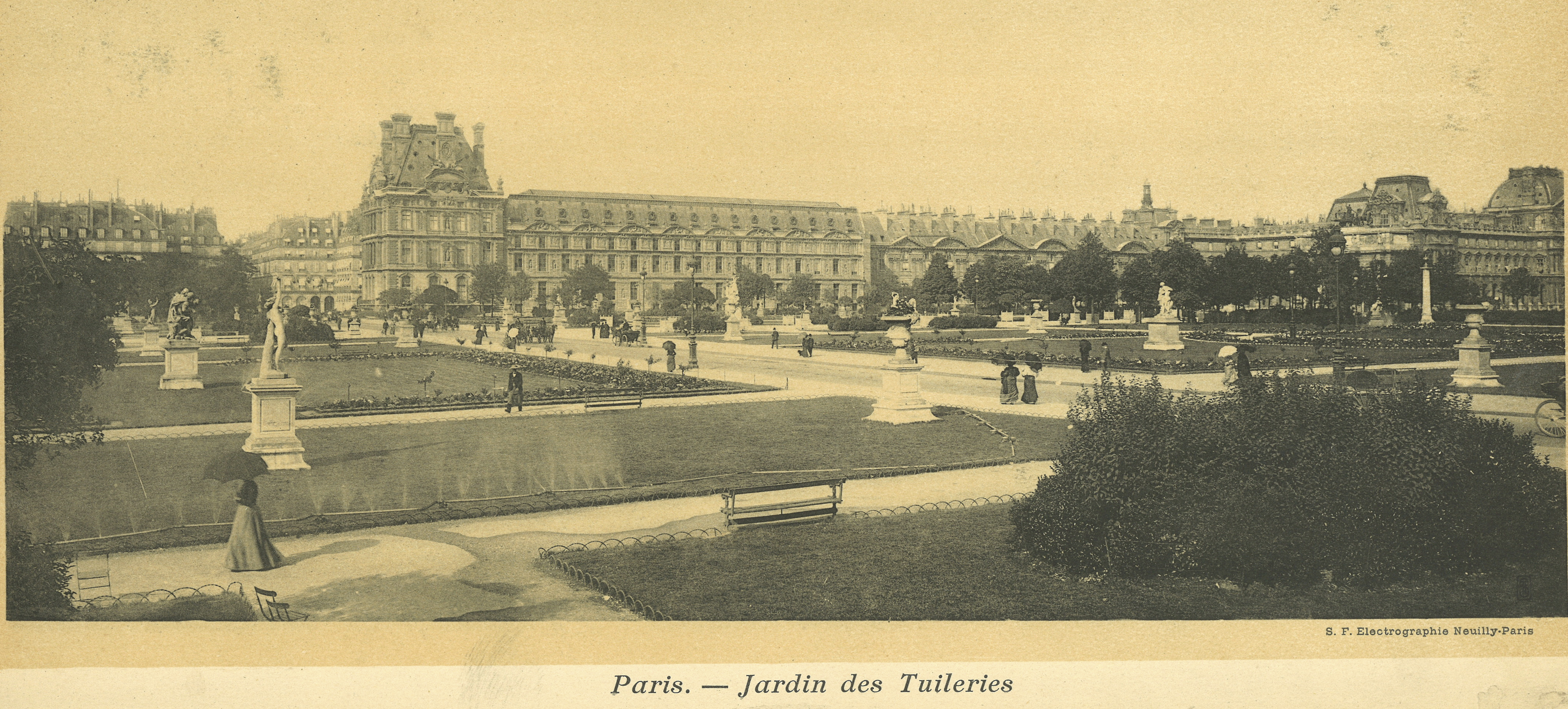
Hacia 1900.

Napoleón Bonaparte, a punto de convertirse en emperador, se mudó al palacio de las Tullerías el 19 de febrero de 1800, y comenzó a hacer mejoras para adaptarlo a una residencia imperial. Se creó una nueva calle entre el Louvre y la plaza del Carrusel, una verja cerró el patio, y construyó un pequeño arco triunfal, modelado según el arco de Septimius Severus en Roma, en el medio de la plaza del Carrusel, como entrada ceremonial a su palacio.
En 1801 Napoleón ordenó la construcción de una nueva calle entre la rue de Rohan y la rue Saint-Florentin, siguiendo el borde norte de las Tullerías, a través del espacio que habían ocupado la Manège (el edificio construido por María de Médici en 1721 para escuela de equitación y establos para el joven rey Luis XV), y los jardines privados de aristócratas y conventos y órdenes religiosas —Dames-de-l'Assomption— que habían sido cerrados durante la Revolución. Esta nueva calle también tomó parte de la Terrasse des Feuillants, que había sido ocupada por cafés y restaurantes. La nueva calle, bordeada de arcadas en el lado norte, se llamó rue de Rivoli, en memoria de la victoria de Napoleón en 1797. Napoleón hizo pocos cambios en el interior del jardín. Continuó usando el jardín para desfiles militares y para celebrar eventos especiales, incluido el paso de su propia procesión nupcial el 2 de abril de 1810, cuando se casó con la archiduquesa María Luisa de Austria.
Después de la caída de Napoleón, el jardín se convirtió brevemente en el campamento de los soldados ocupantes austriacos y rusos. La monarquía fue restaurada, y el nuevo rey, Carlos X, renovó una antigua tradición y celebró la fiesta de San Carlos en el jardín.
En 1830, después de una breve revolución, el nuevo rey, Luis Felipe, se convirtió en propietario de las Tullerías. Quería un jardín privado dentro de las Tullerías, por lo que una sección del jardín frente al palacio fue separada por una verja del resto de las Tullerías. Un pequeño foso, macizos de flores y ocho nuevas estatuas de escultores de la época decoraron el nuevo jardín privado.
En 1852, después de otra revolución y de la Segunda República de corta vida, un nuevo emperador, Luis Napoleón, se convirtió en el dueño del jardín. Amplió su reserva privada en el jardín más al oeste hasta el paseo norte-sur que cruzaba la gran cuenca redonda, de modo que incluyó los dos pequeños estanques redondos. Decoró su nuevo jardín con camas de plantas y flores exóticas y con nuevas estatuas. En 1859, durante el acondicionamiento del Quai des Tuileries, construyó un muro de apoyo a lo largo de la Terrasse du bord-de-l'eau, con piedras extraídas de las canteras de Châtillon. creando un patio de recreo para su hijo, el Príncipe Imperial. También  hizo construir en las esquinas occidentales del jardín dos pabellones gemelos:
- una orangerie en 1852, al suroeste, que alberga hoy un museo de arte moderno, el museo de la Orangerie;
- un jeu de paume en 1861, al noroeste, que acoge hoy un museo de arte contemporáneo, la Galería Nacional del Juego de Palma.

Erigió una nueva balaustrada de piedra en la entrada oeste. Cuando el Emperador no estaba en París, por lo general de mayo a noviembre, todo el jardín, incluido su jardín privado y el patio de recreo, estaba abierto al público.
En 1870, durante la Guerra franco-prusiana el propio emperador Luis Napoleón fue derrotado y capturado por los prusianos en la batalla de Sedán el 2 de septiembre y fue depuesto por las fuerzas de la Tercera República en París dos días después. París fue asediado y tomado finalmente por los prusianos el 28 de enero de 1871. Durante ese asedio, se hicieron globosripulados y algunos despegaron. La fabricación dejó las Tullerías por la estación del Este después de un bombardeo prusiano.
El Gobierno de Defensa Nacional pactó un armisticio con los prusianos el 28 de enero de 1871 para así celebrar elecciones legislativas para la Asamblea Nacional el 8 de febrero. Luego París fue el escenario del levantamiento de la Comuna de París (18 de marzo de 1871). Una bandera roja ondeaba sobre el Palacio, que podía ser visitado por cincuenta céntimos. Cuando el ejército versallesco llegó y luchó para recuperar la ciudad, los comuneros incendiaron deliberadamente el palacio de las Tullerías e intentaron quemar el Louvre también (Las ruinas no fueron demolidas hasta 1883).
En 1877, la rue des Tuileries, la actual avenida del General Lemonnier fue abierta en el sitio de la terraza del antiguo palacio de las Tullerías. En 1883, los restos de las Tullerías fueron arrasados. El sitio vacío del palacio, entre los dos pabellones del Louvre, se convirtió en parte del jardín del Carrusel. Como resultado, el jardín de las Tullerías ahora es visible desde el frente del patio principal del Palacio del Louvre. La avenida del Général Lemonnier fue parcialmente enterrada, y los dos jardines se dispusieron en continuidad uno del otro.
Con motivo de la Exposición universal de 1878, Henri Giffard hizo volar a miles de personas en un globo cautivo gigante.
A finales del siglo XIX y principios del XX, el jardín de las Tuilieries se llenó de entretenimientos para el público; acróbatas, teatros de marionetas, puestos de limonadas, pequeñas embarcaciones en los lagos, paseos en burro y puestos de venta de juguetes. En los Juegos Olímpicos de verano de 1900, los Jardines albergaron los eventos de esgrima.

### Desde 1914

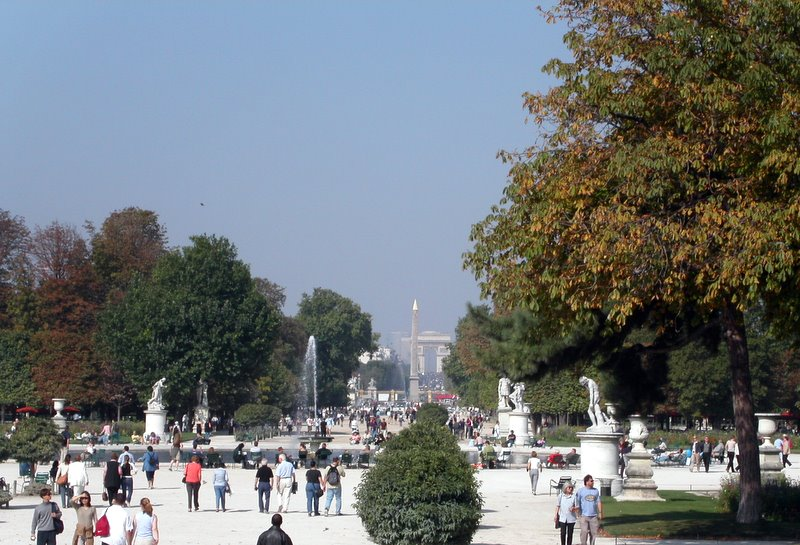
Vista del jardín desde el museo de Louvre. Al fondo el obelisco de la Concordia (ubicado en la plaza de la Concordia), y más atrás se aprecia el Arco del Triunfo.

La paz en el jardín fue interrumpida por la Primera Guerra Mundial en 1914; las estatuas fueron rodeadas con sacos de arena, y en 1918 dos proyectiles de artillería alemanes de largo alcance impactaron en el jardín.
En los años de entreguerras, la cancha de tenis del Jeu de paume se convirtió en una galería, la Galería Nacional del Juego de Palma, y su parte occidental se utilizó para mostrar la serie de lienzos de agua de Claude Monet. La Orangerie se convirtió en otra galería de arte más, esta vez del arte occidental contemporáneo, el museo de la Orangerie. El 13 de junio de 1937, el Frente Popular organiza aquí el festival de educación física en las Tullerías.
Durante la Segunda Guerra Mundial, una parte del jardín se transformó en huerto debido a la falta de suministros durante la ocupación. En el París ocupado, el Jeu de paume fue utilizado por los alemanes como un almacén para las obras de arte expoliado por los nazis. El 25 de agosto de 1944, el general von Choltitz, comandante del «Groß-Paris», recibió allí un ultimátum del coronel Pierre Billotte de la 2.ª división blindada y respondió «Je n'accepte pas les ultimatums» [No aceptó ultimatums]. Durante los combates que siguieron, el capitán Branet se apoderó del hôtel Meurice, en la rue de Rivoli, sede de las fuerzas de ocupación alemanas; el capitán Julien tomó la rue du Faubourg Saint-Honoré para llegar a la sede de la Kommandantur, en la plaza de la Ópera y a su vez el teniente Bricard limpió el jardín de las Tullerías. Las diez placas conmemorativas colocadas a lo largo del jardín en la esquina de la rue de Rivoli y de la plaza de la Concordia no dan plenamente cuenta de la intensidad de los combates y del número de víctimas. Las pinturas de Monet, Nenúfares, quedaron seriamente dañadas durante la batalla.
Hasta la década de 1960, casi todas las esculturas del jardín databan de los siglos XVIII o XIX. En 1964-1965, André Malraux, entonces ministro de Cultura del presidente Charles de Gaulle, retiró las estatuas del siglo XIX que rodeaban la plaza del Carrusel y las reemplazó con 19 esculturas contemporáneas de Aristide Maillol donadas al Estado francés por Dina Vierny, ejecutora testamentaria de su legado.
En 1989, para celebrar el bicentenario de la Revolución francesa, el jardín acogió durante seis meses Les Tours de la Liberté de los arquitectos Jean-Marie Hennin y Nicolas Normier, uno de los cuales fue reinstalado en Saint-Dié-des-Vosges.
El escultor Alain Kirili, que había expuesto en el jardín una de sus obras en el Grand commandement blanc, propuso al Ministerio de Cultura, bajo el presidente Jacques Chirac, instalar en las Tullerías esculturas modernas, inspirándose en la instalación de las obras de maillol. Esto se hizo en 1998-2000: se pudieron admirar Le Baiser de Rodin en bronce (Lista MNR), una méditation avec bras de Auguste Rodin, las Welcoming hands de Louise Bourgeois, La grande musicienne de Henri Laurens, la Bel costumé de Jean Dubuffet, Personnage III de Étienne Martin, l'Arbre aux voyelles (1999) de Giuseppe Penone, y otras obras de Henry Moore, Germaine Richier, y David Smith. En 2000, se agregaron obras de artistas vivos, como Magdalena Abakanowicz, Louise Bourgeois, Tony Cragg, Roy Lichtenstein, François Morrellet, Giuseppe Penone, Anne Rochette and Lawrence Weiner. Otro conjunto de tres obras de Daniel Dezeuze, Erik Dietman and Eugène Dodeigne, llamado Prière Toucher [Se ruega tocar], se agregó al mismo tiempo. Algunas de esas obras ya no estaban disponibles en mayo de 2016 (las obras de Roy Lichtenstein, Alain Kirili, Tony Cragg, Giacometti, Max Ernst).
A principios del siglo XXI, los arquitectos paisajistas franceses Pascal Cribier y Louis Benech trabajaron para restaurar algunas de las primeras características del jardín de André Le Nôtre.

## Administración
A diferencia de la mayoría de los espacios verdes de París, el jardín de las Tullerías no es responsabilidad del municipio (este es también el caso del jardín de Luxemburgo, del jardín Palais-Royal, del jardín de las Plantas y del jardín de Aclimatación).
Desde 2005, la gestión del Jardín de las Tullerías ha sido confiada al Museo del Louvre, que se asegura del desarrollando del sitio. Lo mantiene la subdirección de jardines, integrada en la dirección «Patrimoine architectural et Jardins» [Patrimonio arquitectónico y jardines] del citado Museo y su equipo de diecisiete jardineros de arte, un curador de patrimonio, un ingeniero de paisaje y dos jefes de obras de arte. Las actividades comerciales son supervisadas por el departamento de concesiones de la Dirección de Relaciones Externas del Museo, que expide acuerdos de ocupación temporal del dominio.

## En la cultura

### Visto por los pintores
- Émile Antoine Guillier (1849-1883), Le Guignol du jardin des Tuileries, vers 1880, huile sur toile, París, museo Carnavalet.[30]
- Katherine Librowicz (1912-1991), Kermesse aux étoiles dans le jardin des Tuileries, printemps 1955 - Les spectateurs devant un stand, 1955, acuarela, París, museo Carnavalet.[31]

Una obra de Eugène Lami que representa la entrada de la duquesa de Orleans en los jardines de las Tullerías el 4 de junio de 1837 fue incluida en la subasta del estudio Tessier, Sarrou y asociados en París-Drouot el 28/06/2017 (reproducido en La Gazette Drouot n.º 23 de 9/06/2017, pag.151)

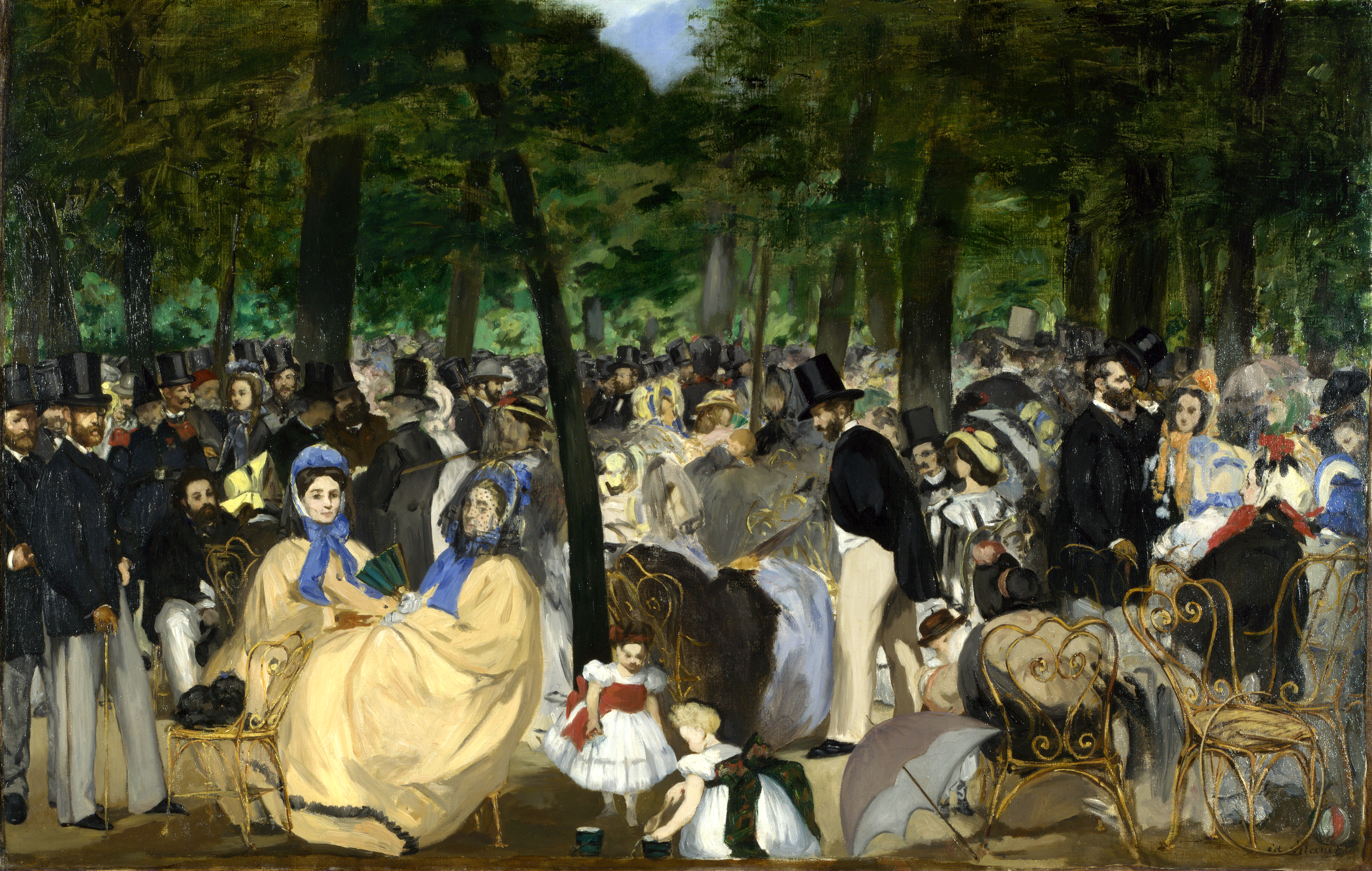
Édouard Manet, Musique au Jardin des Tuileries (1862), Galería Nacional de Londres.
Adolph von Menzel, Après-midi au Jardin des Tuileries (1867), Galería Nacional de Londres.
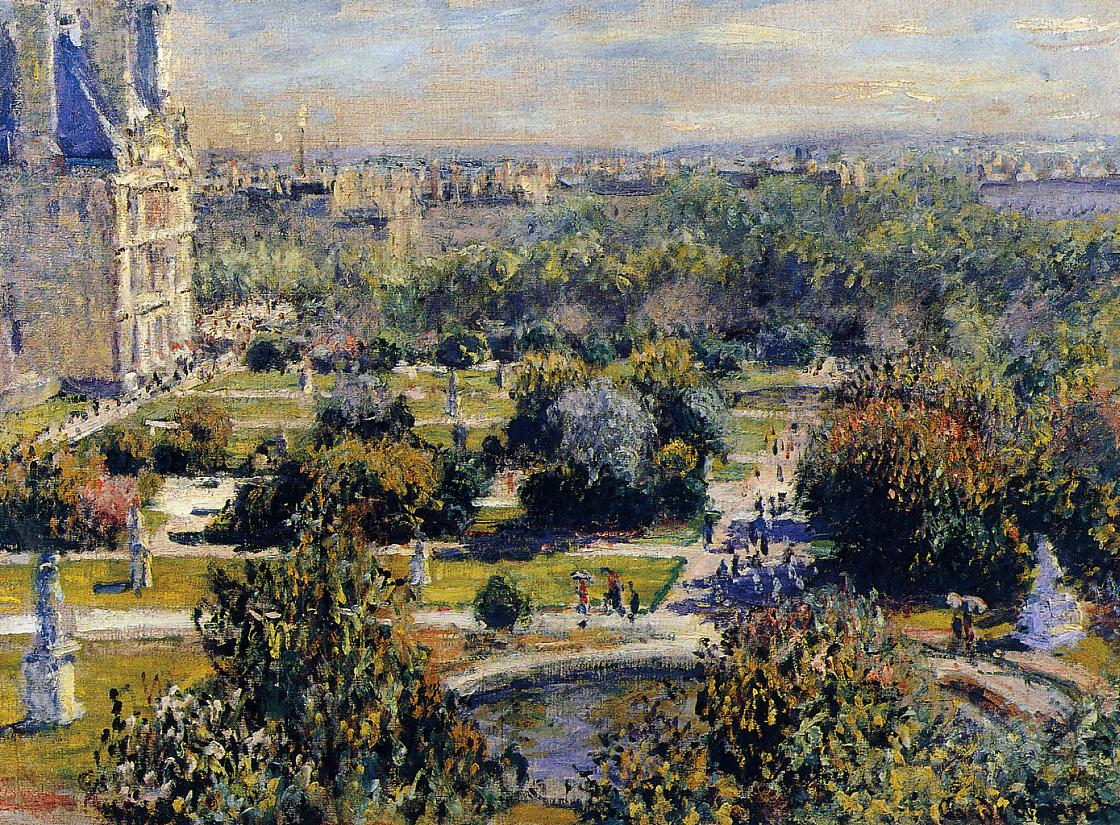
Claude Monet, Les Tuileries (1876), Paris, Museo Marmottan Monet.
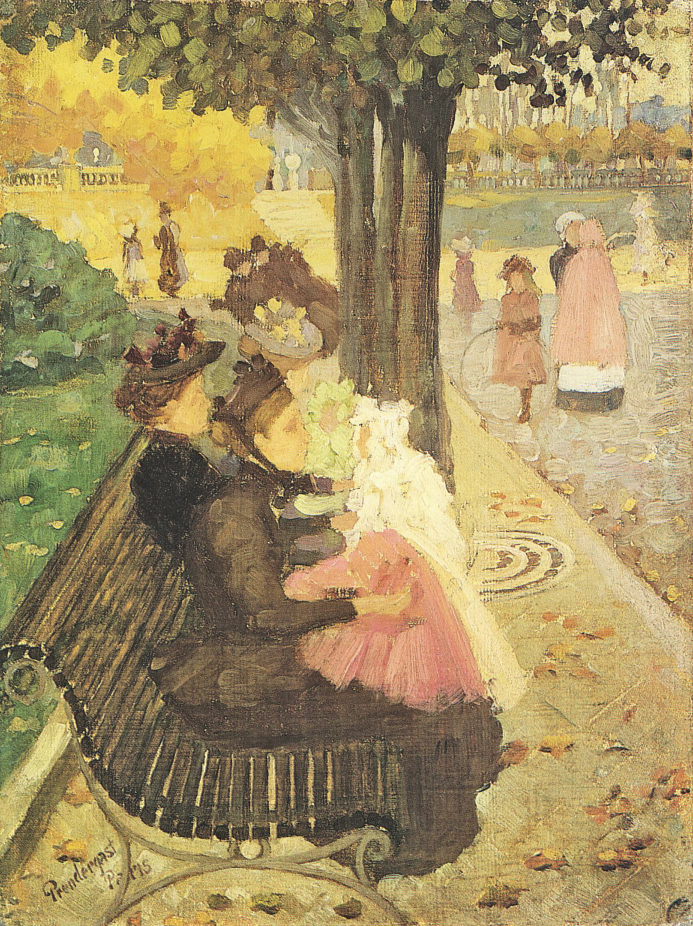
Maurice Prendergast, Le Jardin des Tuileries (1895).
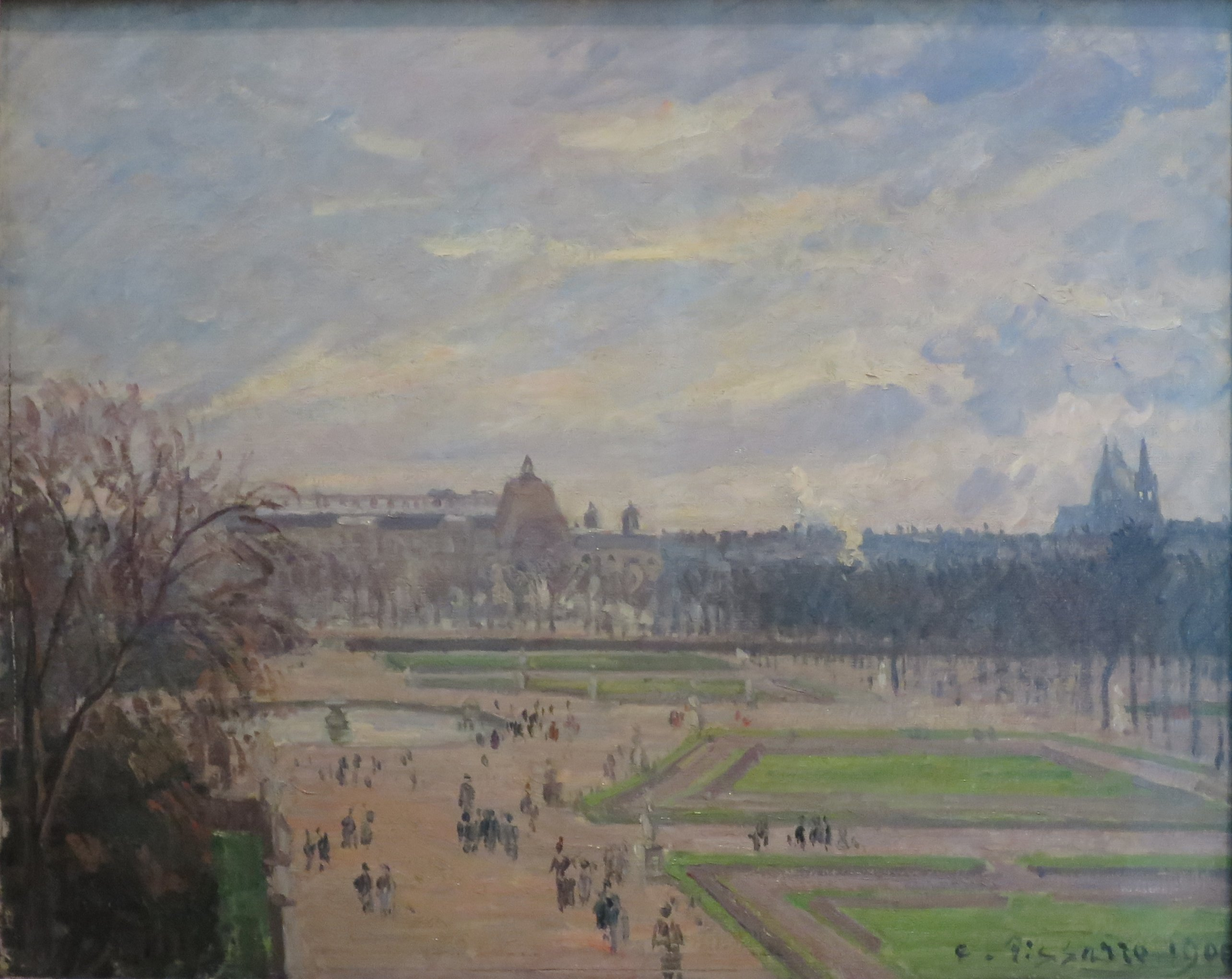
Camille Pissarro, Les Jardins des Tuileries (1900), San Petersburgo, museo del Ermitage.
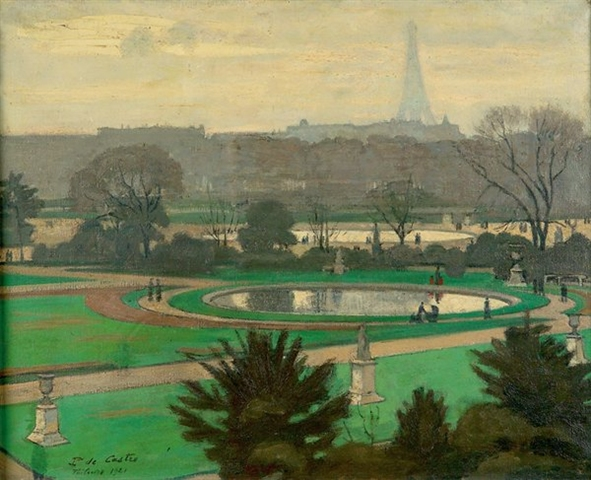
Attribué à Paul de Castro, Le Jardin des Tuileries en Automne (1921), localización desconocida.

### En la televisión
Algunas escenas de la segunda temporada de la serie de televisión  Baron noir (2018)  fueron filmadas en estos jardines.

## Esculturas del jardín de las Tullerías

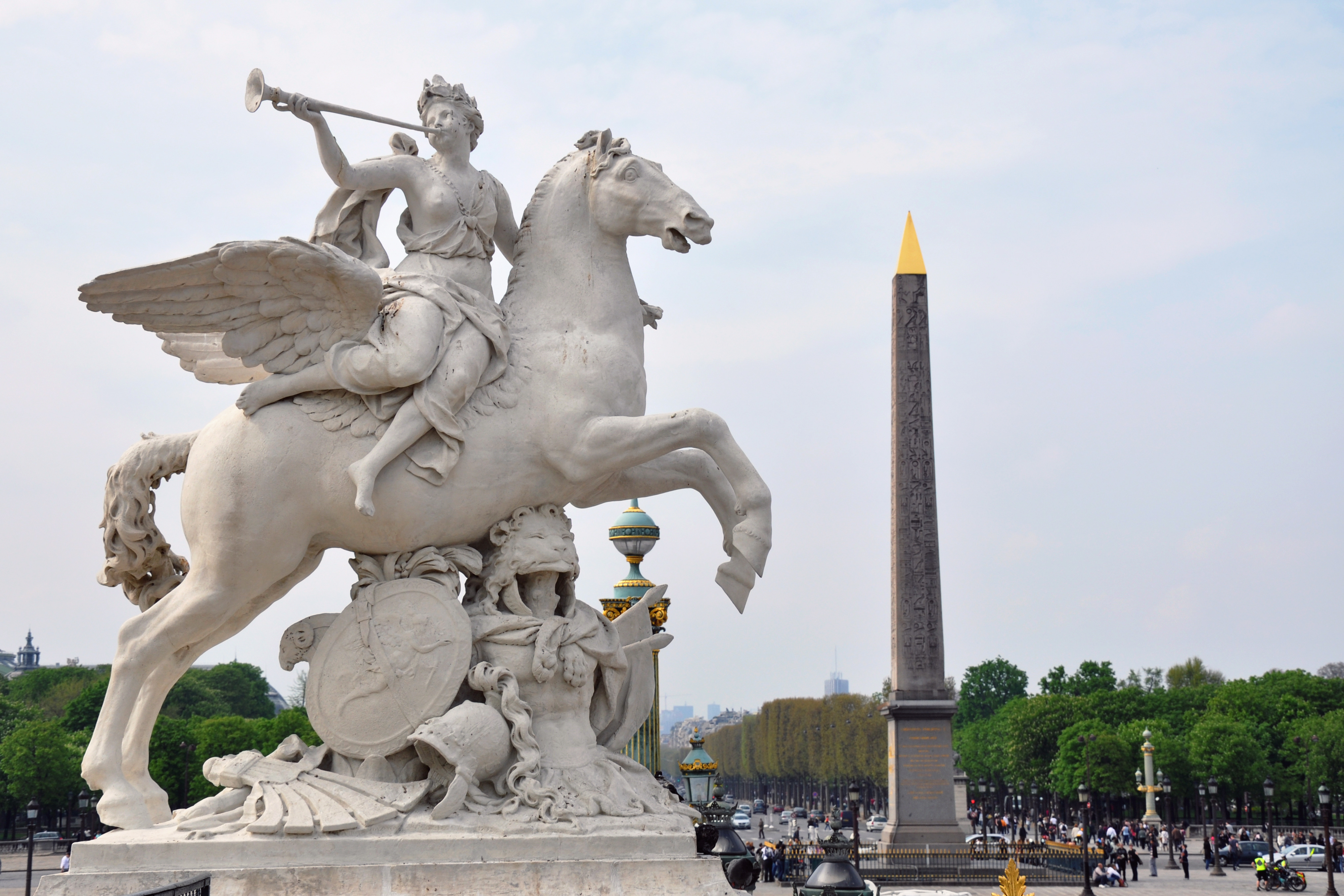
Copia de finales del de La Renommée du roi chevauchant Pégase (1699) de Antoine Coysevox (1640–1720) en la entrada oeste del jardín. Originalmente ubicada en la propiedad de Luis XIV en Marly, fue trasladado a las Tullerías en 1719.

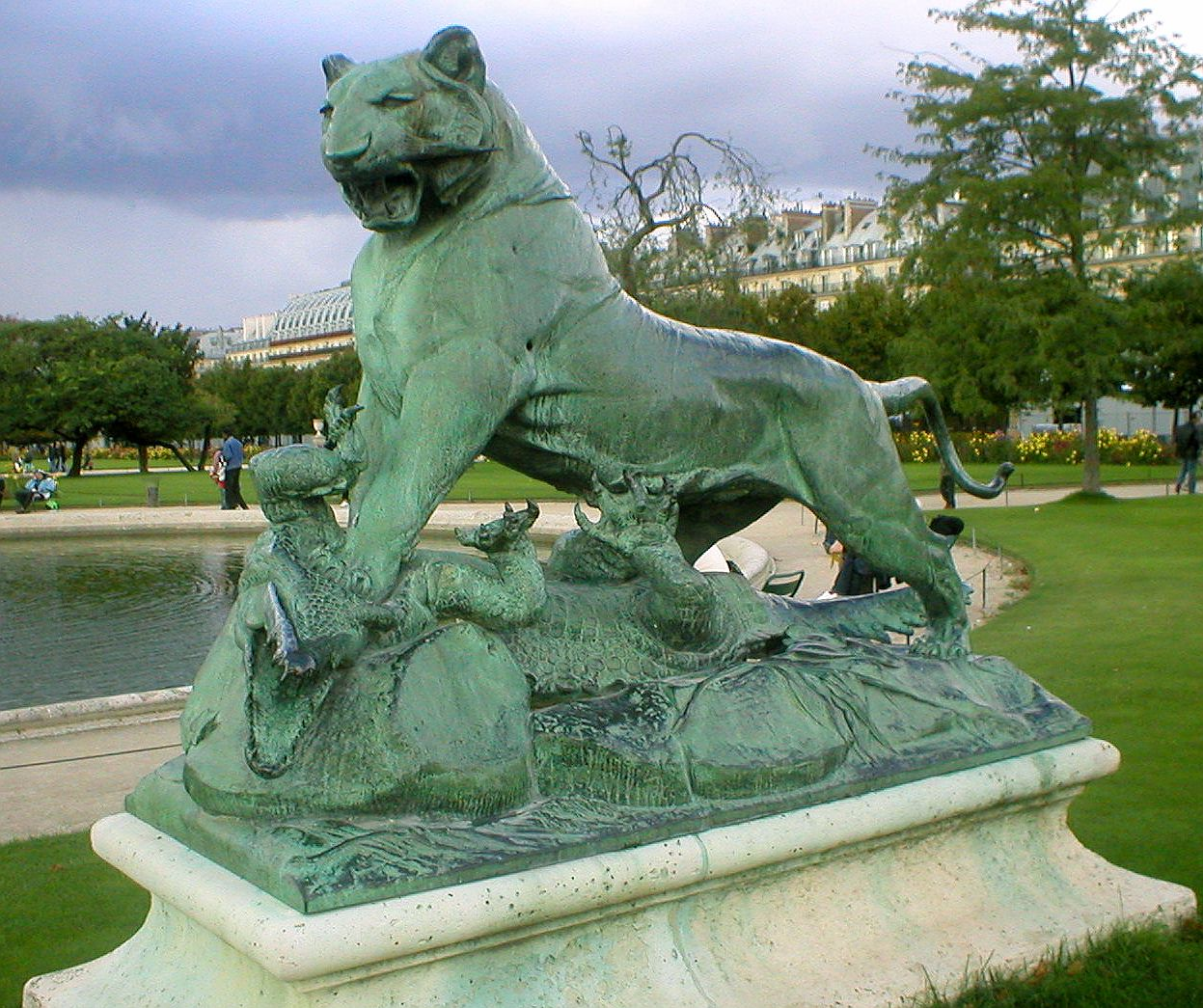
Tigre terrassant un crocodile, 1869 o 1973, obra de Auguste Caïn.

Las estatuas dispuestas en el lugar anteriormente a la Regencia (por iniciativa de Catalina de Médici, de Enrique IV o de Luis XIV) ya no son visibles hoy, pero sí se pueden encontrar casos de realizaciones anteriores a la Regencia (pero no colocados en el lugar), especialmente después de los traslados procedentes del jardín de Versalles y de Marly.
Los originales de algunas estatuas han sido en general reemplazados por copias, sobre todo para preservar esas obras que luego fueron recolocadas en áreas cubiertas (es el caso del Lion au serpent de Antoine-Louis Barye, sustituida por una copia desde 1911), a veces para permitir la repatriación a los museos o parques donde estaban anteriormente: ese fue el caso, por ejemplo, del Hércules Farnesio y de la Flora Farnesio distribuidos en el parque de Sceaux (en la orangerie en el caso de los originales). A mediados de 2018, había 27 copias de las 147 obras presentes. Sin embargo, algunas estatuas, originalmente instaladas en el Jardín, no han sido reemplazadas después de su traslado: este es el caso del Spartacus brisant ses chaines, de Denis Foyatier, instalada en 1831 y transferida al Louvre en 1877.
En 1910, por vez primera, dos estatuas marcaron la entrada de la política en el Jardín con el Monument à Jules Ferry de Gustave Michel y el Monument à Waldeck-Rousseau de Laurent Marqueste. Fue en ese mismo periodo cuando se instaló el Monument du conteur Charles Perrault (1908) de Gabriel Pech, que representa al busto de Perrault rodeado de un corro de niños.
La parte occidental del jardín incluye un conjunto de obras contemporáneas, instaladas principalmente en 1998-2000 bajo la dirección de Alain Kirili Entre los artistas presentes estaban Giuseppe Penone (con el Arbre des voyelles), François Morellet, Jean Dubuffet (con Le Bel costumé), Tony Cragg, Anne Rochette y su Comptine, Daniel Dezeuze, Roy Lichtenstein (con el Coup de chapeau II y Galatea), Germaine Richier y su Échiquer, Eugène Dodeigne (con Force et Tendresse), Alberto Giacometti y su Grande Femme II, Henri Laurens y su Grande Musicienne, Max Ernst y su Microbe vu à travers un tempérament.
Aquí también se realizan exposiciones temporales, como la Araignée de Louise Bourgeois o Clara-Clara del escultor minimalista Richard Serra en la primavera de 2008.
(Las esculturas del Jardín de las Tullerías se enumeran en la Wikipedia en la liste des œuvres publiques du 1.er arrondissement de Paris.)

## Estanques del jardín

Los estanques del jardín de las Tullerías
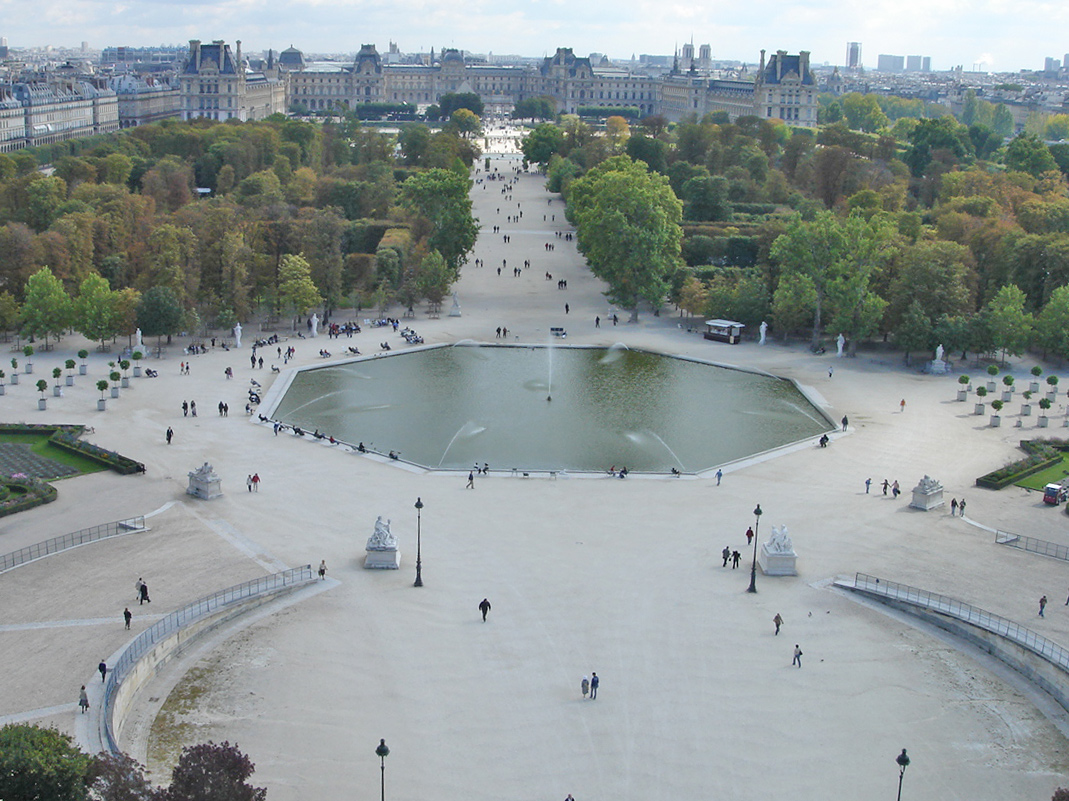
Estanque octogonal (al fondo, la "place de la Concorde").
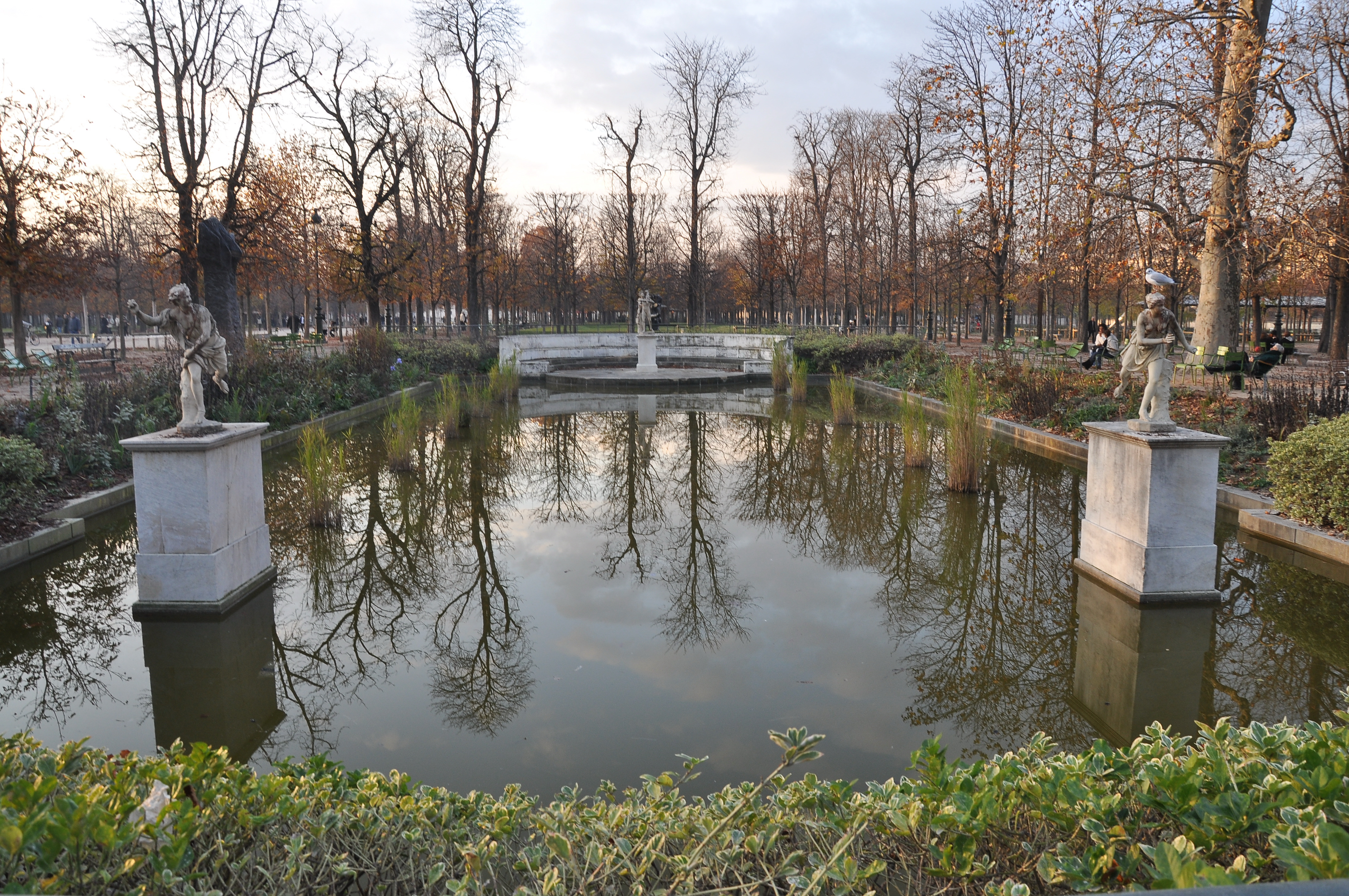
Estanque norte, decorado con estatuas de Atalante e Hippomène, ordenadas por Luis XIV para el jardín del castillo de Marly, esculpidas en 1705 por Lepautre y Coustou el Viejo.
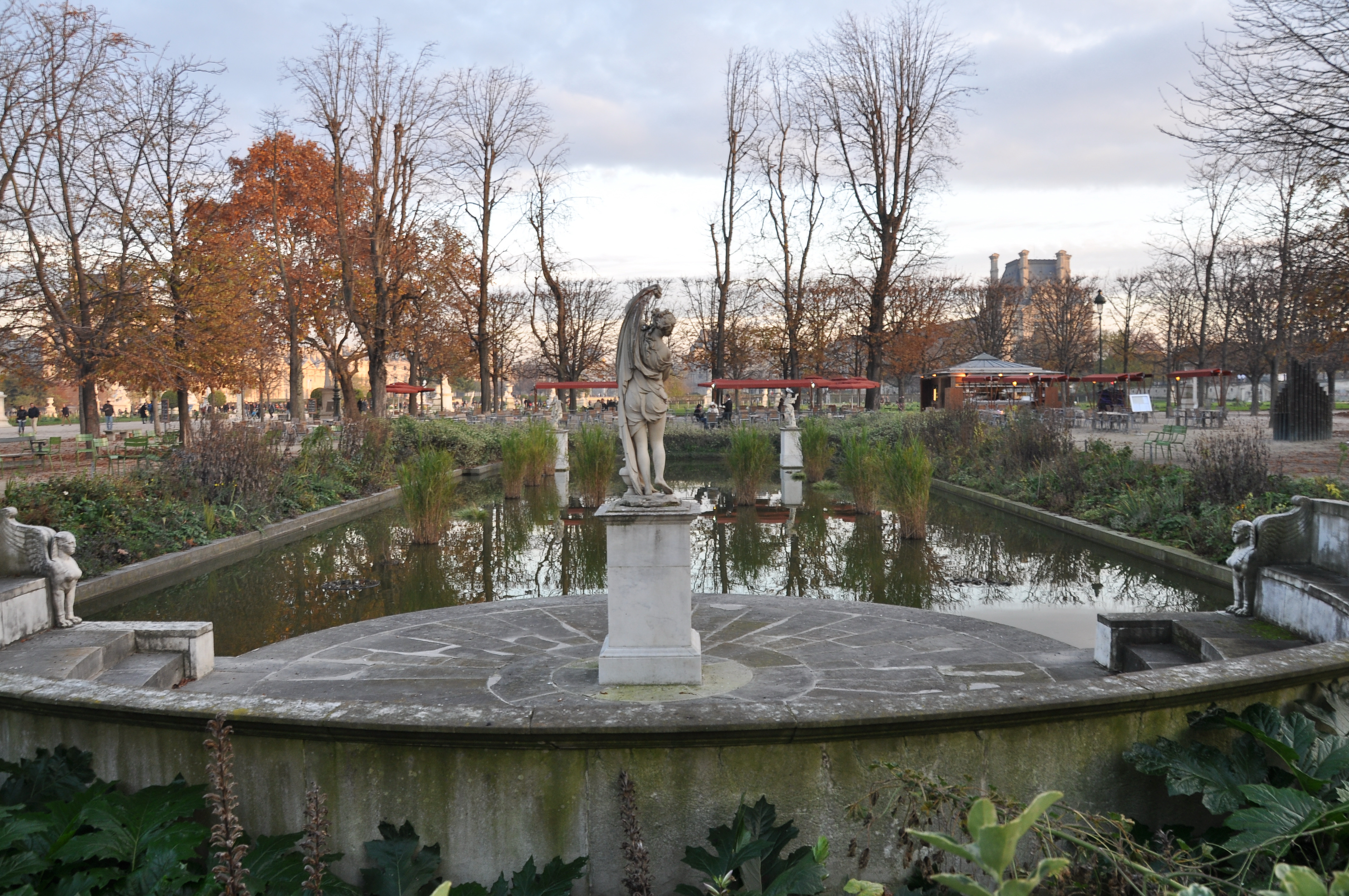
Estanque sur, decorado con estatuas de Atalante e Hippomène, ordenadas por Luis XIV para el jardín del castillo de Marly, esculpidas en 1705 por Lepautre y Coustou.
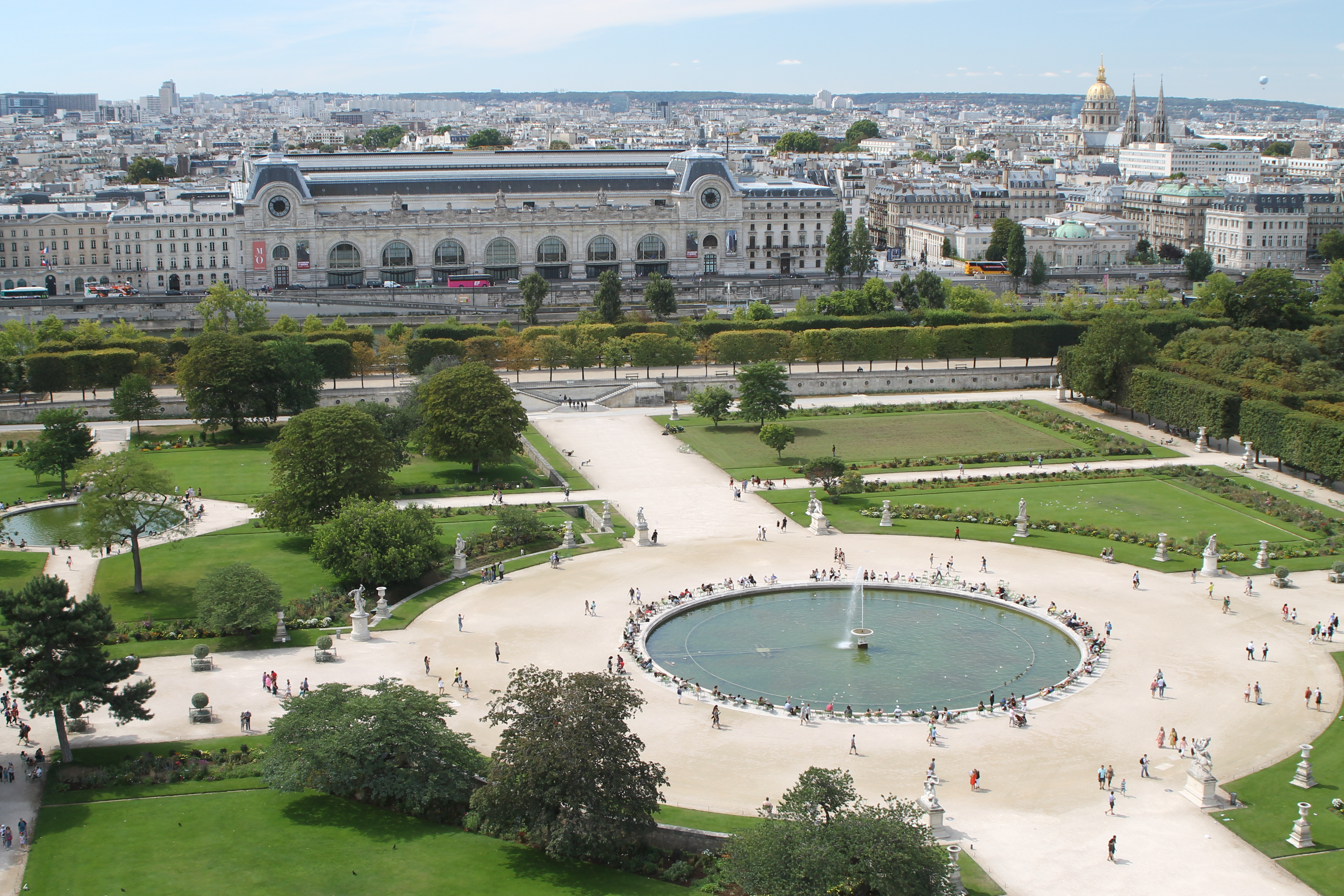
Estanque circular (al fondo el actual museo de Orsay).
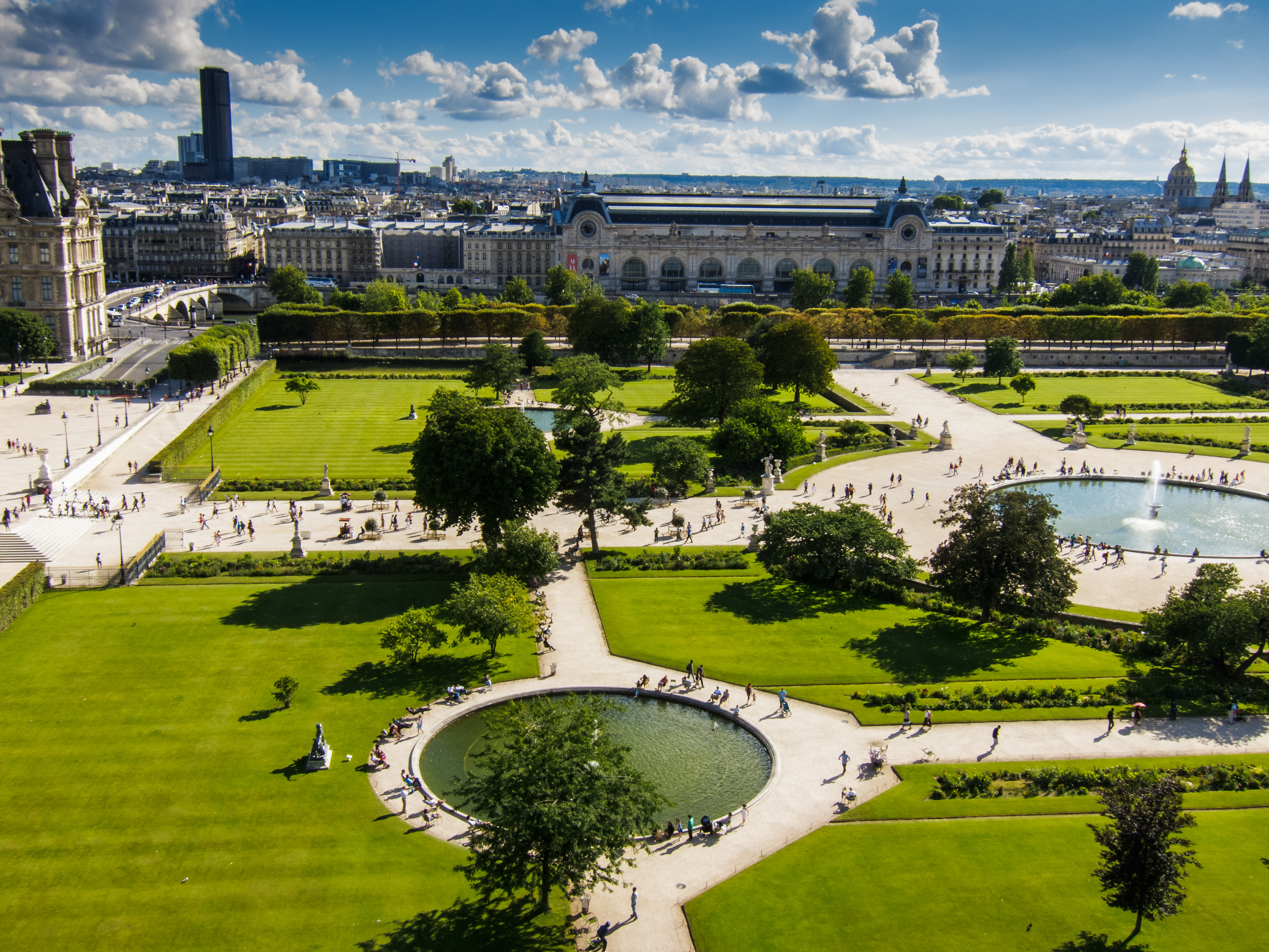
Los dos pequeños estanques circulares.